# Baghdad Eye
A Baghdad Eye egy tervezett óriáskerék, melynek megépítését Bagdadba (Irak) tervezik.
A kerék a tervek szerint 198 méter magas lesz, légkondicionált gondolái egyenként harminc ember befogadására lesznek képesek majd. Három lehetséges helyszín közül a végleges még nincs kiválasztva, de a folyamatos erőszakos események miatt vélhetően egy biztonságos zónában kerül megépítésre.
Amikor elkészül, az európai óriáskerekekhez hasonlítva a legnagyobb, és a világ második legnagyobb óriáskereke lesz, csak a 2010-ben megnyitásra kerülő 208 méter magas Beijing Great Wheel fogja megelőzni.